# Aviron aux Jeux olympiques d'été de 1984
Navigation
Moscou 1980 Séoul 1988

## Résultats
| Épreuves            | Or | Argent | Bronze |
| ------------------- | --- | --- | --- |
| Hommes              | | | |
| Skiff               | Pertti Karppinen (FIN) 7 min 0 s 24 | Peter-Michael Kolbe (RFA) 7 min 2 s 19 | Robert Mills (CAN) 7 min 10 s 38 |
| Deux de couple      | États-Unis Paul Enquist Bradley Lewis | Belgique Dirk Crois Pierre-Marie Deloof | Yougoslavie Zoran Pančić Milorad Stanulov |
| Quatre de couple    | Allemagne de l'Ouest Michael Dursch Albert Hedderich Raimund Hormann Dieter Wiedenmann 5 min 57 s 55                                              | Australie Gary Gullock Anthony Lovrich Timothy McLaren Paul Reedy 5 min 57 s 98                                                                           | Canada Bruce Ford Doug Hamilton Mike Hughes Phil Monckton 5 min 59 s 07                                                                                                   |
| Deux sans barreur   | Roumanie Petru Iosub Valer Toma | Espagne Fernando Climent Luis María Lasúrtegui | Norvège Hans Magnus Grepperud Sverre Løken |
| Quatre sans barreur | Nouvelle-Zélande Shane O'Brien Les O'Connell Conrad Robertson Keith Trask                                                                         | États-Unis David Clark Alan Forney Jonathan Smith Phillip Stekl                                                                                           | Danemark Erik Christiansen Michael Jessen Lars Nielsen Per Rasmussen |
| Deux avec barreur   | Italie Carmine Abbagnale Giuseppe Abbagnale Giuseppe Di Capua                                                                                     | Roumanie Dimitrie Popescu Dumitru Răducanu Vasile Tomoiagă                                                                                                | États-Unis Robert Espeseth Doug Herland Kevin Still |
| Quatre avec barreur | Grande-Bretagne Richard Budgett Martin Cross Adrian Ellison Andy Holmes Steve Redgrave                                                            | États-Unis Michael Bach Thomas Kiefer Edward Ives Gregory Springer John Stillings                                                                         | Nouvelle-Zélande Brett Hollister Kevin Lawton Barrie Mabbott Don Symon Ross Tong                                                                                          |
| Huit                | Canada Dean Crawford Mark Evans Michael Evans Blair Horn Grant Main Brian McMahon Kevin Neufeld Paul Steele Pat Turner                            | États-Unis Fred Borchelt Charles Clapp III Thomas Darling Bruce Ibbetson Robert Jaugstetter Chip Lubsen Christopher Penny Andrew Sudduth John Terwilliger | Australie James Battersby Ian Edmunds Stephen Evans Clyde Hefer Craig Muller Samuel Patten Ion Popa Gavin Thredgold Timothy Willoughby                                    |
| Femmes              | | | |
| Skiff               | Valeria Răcilă (ROU) | Charlotte Geer (USA) | Ann Haesebrouck (BEL) |
| Deux de couple      | Roumanie Elisabeta Lipă Marioara Popescu | Pays-Bas Greet Hellemans Nicolette Hellemans | Canada Danièle Laumann Silken Laumann |
| Quatre de couple    | Roumanie Ioana Badea Sofia Corban Ecaterina Oancia Anisoara Sorohan Maricica Țăran                                                                | États-Unis Virginia Gilder Joan Lind Anne Marden Kelly Rickon Lisa Rohde                                                                                  | Danemark Hanne Eriksen Birgitte Hanel Lotte Koefoed Bodil Rasmussen Jette Sørensen                                                                                        |
| Deux sans barreur   | Roumanie Rodica Arba-Pușcatu Elena Oprea-Horvat                                                                                                   | Canada Elizabeth Craig Tricia Smith | Allemagne de l'Ouest Ellen Becker Iris Völkner |
| Quatre avec barreur | Roumanie Chira Apostol Maria Fricioiu Olga Homeghi-Bularda Viorica Ioja Florica Lavric                                                            | Canada Barbara Armbrust Marilyn Brain Angela Schneider Lesley Thompson-Willie Jane Tregunno                                                               | Australie Karen Brancourt Susan Chapman Margot Foster Robyn Grey-Gardner Susan Lee                                                                                        |
| Huit                | États-Unis Betsy Beard Carol Bower Jeanne Flanagan Carie Graves Kathryn Keeler Harriet Metcalf Kristine Norelius Shyril O'Steen Kristen Thorsness | Roumanie Mihaela Armășescu Adriana Chelariu-Bazon Camelia Diaconescu Viorica Ioja Aneta Mihaly Aurora Pleșca Lucia Sauca Doina Șnep-Bălan Marioara Trașcă | Pays-Bas Lynda Cornet Greet Hellemans Nicolette Hellemans Martha Laurijsen Catharina Neelissen Anne Quist Wiljon Vaandrager Marieke van Drogenbroek Harriet van Ettekoven |

### Tableau des médailles
| Rang  | Nation               | Or | Argent | Bronze | Total |
| ----- | -------------------- | -- | ------ | ------ | ----- |
| 1     | Roumanie             | 6  | 2      | 0      | 8     |
| 2     | États-Unis           | 2  | 5      | 1      | 8     |
| 3     | Canada               | 1  | 2      | 3      | 6     |
| 4     | Allemagne de l'Ouest | 1  | 1      | 1      | 3     |
| 5     | Nouvelle-Zélande     | 1  | 0      | 1      | 2     |
| 6     | Finlande             | 1  | 0      | 0      | 0     |
| 6     | Grande-Bretagne      | 1  | 0      | 0      | 0     |
| 6     | Italie               | 1  | 0      | 0      | 0     |
| 9     | Australie            | 0  | 1      | 2      | 3     |
| 10    | Belgique             | 0  | 1      | 1      | 2     |
| 10    | Pays-Bas             | 0  | 1      | 1      | 2     |
| 12    | Espagne              | 0  | 1      | 0      | 1     |
| 13    | Danemark             | 0  | 0      | 2      | 2     |
| 14    | Norvège              | 0  | 0      | 1      | 1     |
| 14    | Yougoslavie          | 0  | 0      | 1      | 1     |
| Total | Total                | 14 | 14     | 14     | 42    |